# Ashrita Furman
Ashrita Furman (ur. 16 września 1954 w Nowym Jorku) – amerykański rekordzista, zdobywca największej liczby rekordów Guinnessa. Od roku 1979 pobił ponad 600 rekordów. Prezentując swoje wyczyny odwiedził około 30 różnych państw na 7 różnych kontynentach.

## Wybrane rekordy
| Numer | Wydarzenie                                  | Rekord          | Miejsce, Data                      | Notatka                                                        | Utrzymywany |
| ----- | ------------------------------------------- | --------------- | ---------------------------------- | -------------------------------------------------------------- | ----------- |
| 1.    | Najwięcej pajacyków                         | 27 000          | Nowy Jork, USA, 1979               | Pierwszy rekord pobity przez Ashritę Furmana                   |             |
| 8.    | Najdłuższy dystans na drążku pogo           | 18551 m         | Fudżi, Japonia, 1986               | Pierwszy rekord pobity poza USA                                |             |
| 10.   | Najdłuższy dystans podczas robienia salt    | 19936 m         | Lexington – Charlestown, USA, 1986 | Najstarszy rekord utrzymywany do dziś                          |             |
| 80.   | Najdłuższe balansowanie na piłce do ćwiczeń | 2 h 16 min 2 s  | Stonehenge, Wielka Brytania, 2003  |                                                                |             |
| 100.  | Największe hula-hop                         | 488 cm średnicy | Londyn, Wielka Brytania, 2005      | Setny rekord; zawodnik musiał wykonać przynajmniej trzy obroty |             |
| 200.  | Najdłuższe żonglowanie w pozycji wiszącej   | 3 min 14 s      | Nowy Jork, USA, 2008               | Dwusetny rekord                                                |             |
| 288.  | Najdłuższe podwodne żonglowanie 3 obiektami | 1 h 19 min 58 s | Nowy Jork, USA, 2010               |                                                                |             |